# Palpomyia grossipes
Palpomyia grossipes är en tvåvingeart som beskrevs av Maurice Emile Marie Goetghebuer 1920. Palpomyia grossipes ingår i släktet Palpomyia och familjen svidknott. Inga underarter finns listade i Catalogue of Life.